# Mathematics Subject Classification
Die Mathematics Subject Classification (MSC) ist eine Klassifikation für den Bereich der Mathematik. Sie wird von der American Mathematical Society und dem Zentralblatt MATH zur Sacherschließung der Literaturdatenbanken Mathematical Reviews (MR) und Zentralblatt MATH herausgegeben. Jeder mathematische Artikel, der in einer Fachzeitschrift erscheint, wird mit einer oder mehreren Klassen versehen, die ihn einem mathematischen Teilgebiet zuordnen. Auch beim Auffinden von relevanten Arbeiten spielt die Klassifizierung eine wichtige Rolle.

## Versionen
Die ursprüngliche Fassung aus dem Jahre 1991 wurde 2000 überarbeitet, wobei neue Kategorien für moderne Forschungsgebiete hinzugefügt und selten genutzte entfernt wurden. Eine erneute Überarbeitung, die MSC 2010, wurde im Mai 2009 abgeschlossen. Die zur Zeit aktuelle Version ist März 2020 veröffentlicht worden.

## Aufbau
Die MSC besteht aus über 5.000 Klassen und ist hierarchisch in drei Ebenen aufgebaut. Die Erste wird durch zwei Ziffern, die Zweite durch einen Buchstaben und die Dritte durch zwei weitere Ziffern angegeben.
Beispielsweise ist die Kategorie 11B05 folgendermaßen aufgebaut:
- 11 = Number theory
- 11B = Sequences and sets
- 11B05 = Density, gaps, topology

### Struktur der obersten Ebene
- 01: Mathematikgeschichte, Biographien
- 03: Logik
- 05 bis 22: Diskrete Mathematik / Algebra
  - 05: Kombinatorik
  - 06: Geordnete Strukturen
  - 08: Allgemeine algebraische Systeme
  - 11: Zahlentheorie
  - 12: Körpertheorie und Polynome
  - 13: Kommutative Algebra
  - 14: Algebraische Geometrie
  - 15: multilineare und lineare Algebra Algebra, Matrixtheorie
  - 16: Assoziative Ringe und Algebren
  - 17: Nichtassoziative Ringe und Algebren
  - 18: Kategorientheorie, homologische Algebra
  - 19: K-Theorie
  - 20: Gruppentheorie
  - 22: Topologische Gruppen, Lie-Gruppen
- 26 bis 49: Analysis
  - 26: Reelle Funktionen
  - 28: Maß und Integration
  - 30: Funktionen von einer komplexen Variable
  - 31: Potentialtheorie
  - 32: Funktionen von mehreren komplexen Variablen
  - 33: Spezielle Funktionen
  - 34: Gewöhnliche Differentialgleichungen
  - 35: Partielle Differentialgleichungen (PDGL)
  - 37: Dynamische Systeme und Ergodentheorie
  - 39: Funktional- und Differenzengleichung
  - 40: Reihen, Folgen, Summierbarkeit
  - 41: Annäherungen und Reihenentwicklung
  - 42: Fourier-Analysis
  - 43: Harmonische Analyse
  - 44: Integraltransformationen
  - 45: Integralgleichungen
  - 46: Funktionalanalysis
  - 47: Operatortheorie
  - 49: Variationsrechnung
- 51 bis 58: Geometrie / Topologie
  - 51: Geometrie
  - 52: Diskrete und konvexe Geometrie
  - 53: Differentialgeometrie
  - 54: Allgemeine Topologie
  - 55: Algebraische Topologie
  - 57: Mannigfaltigkeiten
  - 58: Globale Analysis, Analysis auf Mannigfaltigkeiten
- 60 bis 97: Angewandte Mathematik / Sonstiges
  - 60: Wahrscheinlichkeitstheorie
  - 62: Statistik
  - 65: Numerische Analysis
  - 68: Informatik
  - 70: Punktmechanik
  - 74: Festkörpermechanik
  - 76: Fluidmechanik
  - 78: Optik, Elektromagnetismus
  - 80: Klassische Thermodynamik
  - 81: Quantenmechanik
  - 82: Statistische Mechanik
  - 83: Relativitäts- und Gravitationstheorie
  - 85: Astronomie und Astrophysik
  - 86: Geophysik
  - 90: Optimierung
  - 91: Spieltheorie, Sozialwissenschaften
  - 92: Biomathematik und Angewandte Mathematik in anderen Naturwissenschaften
  - 93: Systemtheorie
  - 94: Schaltkreise
  - 97: Mathematikdidaktik